# Гульман
Гульман, или лангур, или хануман, или хульман (лат. Semnopithecus entellus) — вид приматов из семейства мартышковых. Почитается в Индии как священное животное, олицетворение бога Ханумана.
В Индии обитает к северу от рек Годавари и Кришна и к югу от Ганга, в Кашмире, Ассаме, Сиккиме. Распространена также в Непале, Южном Тибете, Шри-Ланке, Бангладеш. Природными местами обитания являются субтропические или тропические сухие леса и субтропические или тропические сухие кустарники. Находится под угрозой потери мест обитания.
Длина тела самцов составляет, как правило, 60-70 сантиметров, длина хвоста — 90-100 сантиметров. Масса составляет 9-11 килограммов, максимальная — до 20. Мех серо- или желтовато-бурого цвета, бесшёрстные части тела — тёмно-фиолетового. Шерсть вокруг морды более светлая, кисти, стопы и морда чёрная; чёрного цвета также гребень жёстких волос, проходящий над глазами, короткая борода желтоватого цвета. Имеют типичные надбровные дуги. Пальцы на ногах длинные, на руках короткие. Живот слегка выпуклый.
Имеют нетипичный для обезьян в целом желудок, состоящий из нескольких секций. Живущие в нём бактерии обладают различными интересными свойствами, в том числе способностью нейтрализовать действие ядовитых растений и утилизировать мочевину в случае недостатка воды: в засушливых местах наблюдались случаи, когда гульманы пили собственную мочу для утоления жажды.
Хорошо лазают по деревьям и по их кронам, способны совершать прыжки длиной 4-12 метров и прыгать с большой высоты, хотя днём большую часть времени проводят на земле, хорошо бегая на четвереньках, ночь же всегда проводят на деревьях. Активны в основном в утренние и вечерние часы, отдыхая в жаркое время суток. Хорошо лазают по скалам, но не умеют плавать. Издают громкие звуки; учёные насчитывают более 16 различных звуков, которые они могут издавать.
В лесах живут большими стадами из самок, детёнышей и молодых самцов, во главе которых находятся старые и опытные самцы. Самцы достигают половой зрелости в 4-5 лет, самки — в 3-4 года. Яростно защищают свою территорию, составляющую обычно 30-60 км² для одного стада, от чужаков. Самки рожают одного детёныша за раз. Беременность длится 168—200 дней. Новорождённый имеет массу от 0,8 до 1,2 килограмма; период грудного вскармливания продолжается около 10-12 месяцев, после чего мать заботится о нём ещё 6-8 месяцев, причём иногда с помощью других самок, у которых в данный момент нет детёнышей. К слову, по этой причине среди гульманов нередко отмечаются случаи похищения самками чужих детёнышей, которое иногда приводит к их гибели на почве стресса, вызванного принудительным отрывом от матери.
Самцы по достижении половой зрелости изгоняются из стада: хотя иногда молодому самцу удаётся «свергнуть» старого вожака, в среднем власть конкретного альфа-самца практически всегда длится несколько лет. Самки редко переходят из одной группы в другую. Убийство детёнышей является обыденным в тех стадах, где власть перешла к новому самцу. Продолжительность жизни в среднем составляет 20 лет, в неволе — 25 лет, максимальная продолжительность может достигать 40 лет.
Питаются в основном плодами, цветами, древесной корой, почками деревьев и кустарников, травой и листьями, реже мелкими насекомыми и яйцами птиц, но нередко вредят сельскохозяйственным плантациям, иногда даже устраивая на них настоящие набеги. Из-за их священного статуса в индуизме убийство или какое бы то ни было действие в отношении этой обезьяны, даже крик на неё, считаются грехом, ввиду чего многие набеги на плантации и даже жилища людей, откуда эти обезьяны могут таскать вещи и еду, остаются по большей части безнаказанными.
В эпоху британского колониального правления в Индии власти несколько раз отдавали распоряжения об истреблении этих обезьян в тех местах, где они слишком сильно вредили сельскому хозяйству, чем вызывали неудовольствие и даже волнения среди местного населения; известны случаи, когда верующие индийцы убивали тех англичан, которые уничтожали гульманов, а также когда индийцы прятали их от англичан. В некоторых местностях Индии существовали даже специальные больницы для больных гульманов. В современной Индии в некоторых городах есть целые колонии этих обезьян, насчитывающие иногда более двух тысяч особей; некоторые индуисты намеренно оставляют для них еду во дворах своих домов.

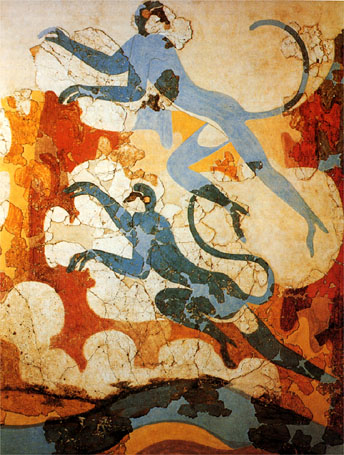
Фреска с изображением синих обезьян в Акротири

Предполагается, что синие обезьяны, нарисованные 3600 лет назад на стенах в городе Акротири на греческом острове Санторин, изображают хануманских лангуров.